# Régimen (medicina)
Un régimen es un plan o curso de acción, como una dieta, ejercicio o tratamiento médico. Una dieta baja en sal es un régimen. Un tratamiento con penicilina es un régimen y existen muchos regímenes de quimioterapia en el tratamiento del cáncer.

## Historia
La obra Sobre el régimen en las enfermedades agudas, atribuida al antiguo médico griego Hipócrates de Cos, describe los tipos y el uso de regímenes médicos en su época (400 a. C.). Esta es quizás la primera aparición del término.  
En el contexto de la medicina medieval, "régimen" se refería al manejo cuidadoso de los hábitos, la dieta y el horario para mantener los cuatro humores en equilibrio. Al manipular los seis elementos no naturales (aire, dieta, sueño, ejercicio, evacuación y emoción), una persona podría realizar un seguimiento de su bienestar físico y mental atendiendo al régimen. 
PubMed en la Biblioteca Nacional de Medicina de EE. UU. enumera más de 220 000 artículos que utilizan el término "régimen" desde 1892 hasta enero de 2013.